# 1966 a vasúti közlekedésben
Ez a szócikk a 1966-ban történt vasúti eseményeket mutatja be.

## Események Magyarországon
- Január 21. - A pestimrei vasúti baleset.
- Április 2. - A második világháborúban lebombázott Közlekedési Múzeum újra megnyitja kapuit a látogatók előtt.[1]